# Lenier
Álvaro Lenier Mesa (* 19. November 1989 in Güines, Kuba), bekannt unter seinem zweiten Vornamen Lenier (Aussprache: lɛnɪe), ist ein kubanischer Liedermacher im Bereich des Latin Pop und Reggaeton.

## Leben
Bereits im Alter von neun oder 10 Jahren wurde man im Instituto Superior de Arte auf das Kind aufmerksam. Im Alter von 15 Jahren siedelte Lenier zusammen mit seinem Vater in die Vereinigten Staaten über und ließ sich in Miami nieder. Dort begann er sich mangels dortigem Interesse an Bauernmusik im Genre der Urban Music auszuprobieren. Um sein tägliches Leben zu finanzieren, arbeitete er zunächst als Frisör. Gleichzeitig arbeitete er mit zahlreichen Radiostationen in Kolumbien zusammen, wo er auch sein Debütalbum aufnahm. Später trat er als Background-Sänger bei seinem kubanischen Kollegen Jacob Forever auf.

## Diskografie

### Alben
- Melisma

## Singles
- Como te pago.
- Mala.
- Mi corazón.
- Por tu amor.
- Que nochecita.
- Hazme sentir.
- Lo que tengo yo.
- Como te extraño.
- Me quedaré contigo.

## Auszeichnungen
- 2022: Nominierung für den Latin Grammy, bester tropischer Song
- 2022: Youth Award for Tropical Mix
- 2021: Lo Nuestro Award for Crossover Collaboration of the year
- 2021: Lo Nuestro Award for the Song of the Year Urban/Pop
- 2020: Youth Award for The Traffic Jam